# Hermann M. Flasdieck
Hermann Martin Flasdieck (* 6. Mai 1900 in Elberfeld; † 20. Januar 1962 in Heidelberg) war ein deutscher Anglist und Hochschullehrer.

## Leben und Wirken
Hermann M. Flasdieck studierte nach seiner Reifeprüfung 1918 in Elberfeld Anglistik, Germanistik, Romanistik, Indogermanistik und Orientalistik an den Universitäten Bonn, Münster und Göttingen und promovierte 1921 an der Universität Göttingen bei dem Anglisten Lorenz Morsbach. Nach seiner Tätigkeit an als wissenschaftlicher Assistent an der dortigen Universität habilitierte er sich 1923. Bis 1925 lehrte er als Privatdozent an der Göttinger Universität. Nach Lehrstuhlvertretungen an der Universität Greifswald (1923/24) und der Universität Jena (1925) wurde er 1925 außerordentlicher Professor für Anglistik in Jena und ein Jahr später Ordinarius. 1943 wechselte er als Ordinarius an die Universität zu Köln. 1944/45 versah er eine Lehrstuhlvertretung an der Universität Leipzig. Nach weiterer Tätigkeit an der Universität Jena von 1945 bis 1947 wurde er iom Jahre 1947 ordentlicher Professor für Anglistik an der Universität Heidelberg und lehrte dort bis zu seiner Emeritierung 1962. Im Amtsjahr 1954/55 war er dort Dekan der Philosophischen Fakultät.
In seinen Veröffentlichungen beschäftigte sich Flasdieck vor allem mit sprachwissenschaftlichen Themen zur neuenglischen Sprache und zur Wortgeschichte im Germanischen.

## Veröffentlichungen (Auswahl)
- Forschungen zur Frühzeit der neuenglischen Schriftsprache. Zwei Bände (= Studien zur englischen Philologie, Bd. 65 u. 66). Niemeyer, Halle/S. 1922 (= Dissertation Universität Göttingen) (Nachdruck 1973 bzw. 1978, ISBN 3-500-28540-6).
- John Brown (1715–1766) und seine Dissertation "On poetry and music" (= Studien zur englischen Philologie, Bd. 68). Niemeyer, Halle/S. 1924 (= Habilitationsschrift Universität Göttingen).
- (Hrsg.): Mittelenglische Originalurkunden (1405–1430) (= Alt- und mittelenglische Texte, Bd. 11). Winter, Heidelberg 1926.
- Der Gedanke einer englischen Sprachakademie in Vergangenheit und Gegenwart (= Jenaer germanistische Forschungen, Bd. 11). Frommann, Jena 1928.
- Goethe in Elberfeld Juli 1774 (= Veröffentlichungen der Stadtbücherei Elberfeld, Bd. 1). Verlag A. Martini & Grüttefien GmbH, Elberfeld 1929 (3. Aufl., hrsg. von Klaus Goebel, Wuppertal 1999, ISBN 3-9806433-1-X).
- Studien zur schriftsprachlichen Entwicklung der neuenglischen Velarvokale in Verbindung mit R. In: Anglia. Zeitschrift für Englische Philologie, Bd. 56 (1932), S. 113–264 u. S. 321–420.
- Tom der Reimer. Von keltischen Feen und politischen Propheten. Ein Streifzug (= Wort und Brauch, Bd. 23). Marcus, Breslau 1934.
- Untersuchungen über die germanischen schwachen Verben III. Klasse unter besonderer Berücksichtigung des Altenglischen. Niemeyer, Halle/S. 1935.
- Die reduplizierenden Verben des Germanischen. In: Anglia. Zeitschrift für Englische Philologie, Bd. 60 (1936), S. 241–365.
- Harlekin. Germanischer Mythos in romanischer Wandlung. Niemeyer, Halle/S. 1937.
- Kunstwerk und Gesellschaft. Eine Betrachtung über den Wissenschaftsgedanken der Literaturgeschichtsschreibung. Winter, Heidelberg 1948.
- Johannes Hoops (1865–1949). Rede bei der Gedenkfeier der Philosophischen Fakultät der Universität Heidelberg am 7. Juli 1949. In: Neue Heidelberger Jahrbücher, N.F. 1950, S. 1–18.
- Zinn und Zink. Studien zur abendländischen Wortgeschichte (= Buchreihe der Anglia, Bd. 2). Niemeyer, Tübingen 1952.
- Pall Mall. Beiträge zur Etymologie und Quantitätstheorie. In: Anglia. Zeitschrift für Englische Philologie, Bd. 72 (1954), S. 130–383.
- Elisab. Faburgen "Fauxbourdon" und Ne Burdon "Refrain". In: Anglia. Zeitschrift für Englische Philologie, Bd. 74 (1956), S. 188–238.
- Die Entstehung des englischen Phonems. Zugleich ein Beitrag zur Geschichte der Quantität. In: Anglia. Zeitschrift für Englische Philologie, Bd. 76 (1958), S. 339–410.

Festschrift
- (Hrsg.): Wolfgang Iser (Hrsg.): Britannica. Festschrift für Hermann M. Flasdieck. Winter, Heidelberg 1960.